# 역경상경 삼십괘 목록
역경상경 삼십괘 목록에서는 「역경」에 기재된 육십사괘 중 상경에 있는 삼십괘를 총람한다. 하경의 삼십사괘에 대해서는 역경하경 삼십사괘 목록을 참조.
| 1. 건    | 2. 곤  | 3. 준    | 4. 몽    | 5. 수    | 6. 송    | 7. 사  | 8. 비    | 9. 소축 | 10. 이 |
| 11. 태   | 12. 비 | 13. 동인 | 14. 대유 | 15. 겸   | 16. 예   | 17. 수 | 18. 고   | 19. 임  | 20. 관 |
| 21. 서합 | 22. 비 | 23. 박   | 24. 부   | 25. 무망 | 26. 대축 | 27. 이 | 28. 대과 | 29. 감  | 30. 이 |

## 괘명순서가결
| 건곤준몽수송사, 비소축혜리태비; |
| 동인대유겸예수, 고림관혜서합비; |
| 박부무망대축리, 대과감리삼십비. |
| 함항둔혜급대장, 진여명이가인규; |
| 건해손익쾌구췌, 승곤정혁정진계; |
| 간점귀매풍려손, 태환절혜중부지; |
| 소과기제겸미제, 시위하경삼십사. |

- 출처: 주희. 《역경본의〈괘명차서가〉》

## 건
건(qian)은 육십사괘의 제1번의 점괘. 상하 모두 건으로 구성되어 모든 효가 햇빛. 통칭 「건위천」. 4월에 배치된다. 하늘의 표상이지만, 하늘은 눈에 보이는 형태로, 건은 그 기능이라고 「주역정의」는 말한다. 육십사괘의 최초로 이 점괘가 놓여져 그 다음에 땅을 나타내는 곤이 놓여지는 것은 서괘전에 대해 「천지 있어. 어떤 후, 만물생않고」라고 여겨진다.
통상의 점단에서는 구상만이 선행해 패배하는 등의 의미가 있어, 점괘의 결과로서는 좋은 것은 아니다. 계말전에서는 우선 「원유리형」이라고 여겨지고 있다.

### 원문
乾、元亨。利貞。
- 初九、潛龍。勿用。
- 九二、見龍在田。利見大人。
- 九三、君子終日乾乾、夕愓若。厲无咎。
- 九四、或躍在淵。无咎。
- 九五、飛龍在天。利見大人。
- 上九、亢龍有悔。
- 用九、見群龍无首。吉。

### 각효해석[1]
첫9잠용이다. 이용해서는 안 된다. 즉 사회적으로 표면화해 활동해서는 안 된다. 어디까지나도 자기를 나타내지 않고, 잠입밀용하지 않으면 안된다. 몰래 깊고 내면적으로 자기를 기르지 않으면 되지 않다. 세상을 피해 번민 않고, 좋다고 생각하지 못하면 번민 않고, 확호로서 어떤 것도 할 수 없는 불발을 필요로 한다.
92첫9의 은밀한 자기 수양의 결과, 스스로 사람의 주목하는 곳이 되고, 그 모습을 나타내기에 이른 봐 용이다. 어른에게 올라 배울 만큼 좋다. 그리고, 말은 항상 믿음이 있어, 행동은 항상 황공해해, 사를 막아 그 성을 간직해, 선·세에 커다란도 자랑하지 않고, 덕박해서 스스로 외를 화하는 것 같지 않으면 안된다.
93본궤도에 올라 지나치는 싫지만 있다. 종일 노력해, 어젯밤에 반성해 해레루소가 있으면, 겉껍데기구는 없다. 자주 덕에 진행되어, 업을 거두는 것이다. 바뀌어 바구니 향상의 노력에 의해서 덕에 진행된다. 언어를 거두어 진실을 표현할 수 있는 것에 의해서 업도 유지할 수 있다. 시종을 완수하는 것이 모두 할 수 있게 되지 않다.
94외괘의 첫효이며, 하 점괘의 첫9에 응하는 것이기 때문에, 비약해 좋지만, 상 아직도 후치에 있다, 즉 내면적인 겸허한 궁리가 없으면 안된다. 문지르면 구는 없다.
95종래의 궁리 노력에 의해서, 스스로 비용·천에 있는 경지이다. 게다가 쇼우지효에 따르고, 뛰어난 인물에게 보라고 가르침을 받지 않으면 되지 않다.
상9활동·현현의 극치이다. 항용이다. 후회가 있다. 창조는 변화이다. 길고 시종 해, 고정하는 것이 없다. 오래 되지 않고 해 바꾼다. 상9변 질질 끄면 택상·천하의 쾌의 점괘가 된다. 사람과 겨루지 못하고, 공에 교만하지 않고, 기뻐해 「덕에 있고, 스스로 망루루」정취나무가 없으면 안된다. 떠나 새롭게 첫효에 서면, 천상・바람이 불어 가는 쪽의 구의 점괘가 되는, 만나는 곳을 선택하고, 역시 당신을 허무하게 하고, 나를 떠나지 않으면 되지 않다.
용9이것은 건곤2점괘에게만 놓여져 있다. 즉 9(햇빛)로 6(그늘)과의 행동 원리를 밝혔던 것으로 있다. 용9의 경우, 「천자의 덕·목타루베로부터 바구니든지」라고 말하고, 어디까지나 겸허하게, 스스로 과시해서는 안 되면 가르치고 있다.

## 곤
곤(kun)은 육십사괘의 제2번째의 점괘. 상하 모두 곤으로 구성되어 모든 효가 그늘이다. 통칭 「곤위지」. 10월에 배치된다. 땅의 표상이며, 하늘인 건과 함께 만물을 생성한다.

### 원문
坤、元亨。利牝馬之貞。君子有攸往、先迷、後得主。利西南得朋、東北喪朋。安貞吉。
- 初六、履霜堅冰至。
- 六二、直方大、不習无不利。
- 六三、含章可貞。或從王事、无成有終。
- 六四、括嚢。无咎无譽。
- 六五、黄裳、元吉。
- 上六、龍戰于野。其血玄黄。
- 用六、利永貞。

### 각효해석
첫6서리를 리(후) 그리고 견빙 도달한다. 서리가 오면, 이윽고 딱딱한 얼음이 얼게 된다. 사물은 최초 눈에 띄지 않도록에서도, 점점 추진해 가면 큰일나는 것이다. 순치(지치)라고 하는 것을 조심하지 않으면 되지 않다. 세키젠의 집에는 반드시 여경이 있어, 적불선의 집에는 반드시 여앙(왕 … 재앙)이 있다. 신으로 하고, 그 너를 시(강요해) 해, 아이로 해 그 아버지를 죽이는 것은, 일조일석으로는 없다. 그 유래하는 곳(중)의 것이 쌓여 쌓인 것이다. 이것을 깨달아 빨리 처리하지 않기 때문에이다. 습관의 중요한 일은 이 리에 의한다. 만약 빨리 좋은 습관을 붙이고, 이것을 길러내 가면, 어떤 다이젠도 이룰 수도 있는 것이다.
62처음에 생의덕을 순서에 길러 가면, 이윽고 내면적이게는 정직하게, 밖에 대해서는 잘 다스려지게 되는 것이다. 무리하지 않지는 효과가 오르지 않는 것은 없다.
63처음과 2와의 단계를 거치고, 광채(무늬)가 호소하여 시비,곡절을 가리는 데이지만, 그것을 어디까지나 안에 포함하고, 종래와 다르지 않도록이 아니면 안된다. 문지르면, 여기라고 말할 때에 스스로 밖에 출발하고 아는 것이다. 경우에 따라서는 국가의 문제에도 종사하지만, 표면화하고는 주지 않고 , 신진대사의 격렬한 양성에 대신하고, 편하게 자주(잘) 마지막을 유지하지 않으면 되지 않다.
64지금부터 외괘로 옮기므로, 자연스럽게 종래3효의 성과가 나타날 단계이지만, 상 한편 충실한 봉투의 입을 합계괄라네바해는 없다.
65여기까지 조심하고 내막을 충족시켜 오면(문중), 황상(왕자의 의상)을 착용해 모토요시이다.
상6어떤에 고도의 극한은 햇빛에 통해 다년의 음덕을 잊고, 그 공덕에 교만해, 용・야에 싸움이라고, 그 피・천지 되는 되는 것이다.
용6거기서 고도・음덕이라는 것은, 언제까지나 변함없는 것이 아니면 안된다. 이렇게 해야만 마지막을 많이 할 수 있다.

## 준
준(chun)은 육십사괘의 제3번째의 점괘. 내괘(아래)가 진, 외괘(위)가 감으로 구성된다. 통칭 「수뢰둔」.
서괘전에는 천지가 있어 후, 만물이 생겨 천지의 사이에 영 흩어지는 것은 만물 뿐이기 때문에 둔으로 이것을 받는다고 있어, 둔과는 「영」 「물건의 시작해 생않다」이라고 된다.

혼담에서는 한가롭게 한 성실한 사람을 선택하면, 대길.

### 원문
屯、元亨。利貞。勿用有攸往。利建侯。
- 初九、磐桓。利居貞。利建侯。
- 六二、屯如、邅如、乘馬班如。匪寇婚媾。
- 六三、即鹿无虞。惟入于林中。君子幾不知舍。往客。
- 六四、乘馬班如。求婚媾往、吉无不利。
- 九五、屯其膏。小貞吉、大貞凶。
- 上六、乘馬班如。泣血漣如。

### 각효해석
첫9진행되기 어렵지만, 정을 실시하는 뜻을 가져 자중 해, 저자세로, 많이 민심을 얻는 것 같지 않으면 안된다.
62여러 가지의 문제가 부상하지만, 모두 생각하는 것처럼 가지 않다. 항상 정정을 지켜 유혹되지 않도록 하고 있으면, 때 도달해 견실한 정도에 들 수 있다.
63안내 없이 사슴을 쫓아 림안에 들어오는 일이 있어서는 안된다. 반드시행즈만. 기를 보고 멈추지만 좋다.
64첫효와 쇼오 한다. 지혜를 일하게 하고 초심을 물어 가면 좋다.
95외괘의 중위이며, 5의 양위에 양효이기 때문에 정중 하는 것이다. 길이지만, 몇분에도, 아직 개창의 초기이다. 덕택을 미치기까지 도달하고 있지 않다. 분을 지키면 길. 크게 지으면 흉이다.
상6무수한 곤란을 무릅써 창업해 가는 아주이기 때문에, 헤매어 많아, 눈물이 끊어지지 않는다. 그러나 승부는 빠르다.

## 몽
몽(meng)은 육십사괘의 제4번째의 점괘. 내괘(아래)가 감, 외괘(위)가 간으로 구성된다. 통칭 「산수몽」. 서괘전에 의하면 몽은 「몽」 「물건의 치 나무」이며, 물건이 생긴 당초는 몽매하기 때문에, 둔의 다음에 놓여진다고 한다.

### 원문
蒙、亨。匪我求童蒙、童蒙求我。初筮告。再三瀆。瀆則不告。利貞。
- 初六、發蒙。利用刑人。用説桎梏、以往吝。
- 九二、包蒙、吉。納婦。吉。子克家。
- 六三、勿用取女。見金夫、不有躬。
- 六四、困蒙。吝。
- 六五、童蒙、吉。
- 上九、撃蒙。不利爲寇、利禦寇。

### 각효해석
첫6이상상・모범・형태를 나타내고, 잘 가르치지만 좋다. 자유를 잘못해 방종하게 하는 것은 좋지 않다.
92소년의 본질을 전 없어지지 않으면 되지 않다(포몽). 좋은 배합・양우・절차탁마의 상대를 얻게 하지만 좋다. 뭐든지 잘 할 수 있는 것이다.
63유혹에 걸리지 않도록 하지 않으면 안되는. 유혹되는 상대를 보면, 몸을 가질 수 없다.
64진실의 자기를 발견하려고 해 고민하는 것이다(고몽).
65양위에 음재 해, 92에 쇼오 한다. 소년의 순진성을 보전하고, 유순하게 가르침을 받고 정을 길러, 덕을 육(야자인) 에바 좋다.
상9소년 교육의 궁극은 단련 도야에 있다(격몽). 단, 미워하거나 손상시켜 붙여선 안 된다. 사악으로부터 막아 주지만 좋다.

## 수
수(xu)는 육십사괘의 제5번째의 점괘. 내괘(아래)가 건, 외괘(위)가 감으로 구성된다. 통칭 「물과 하늘수」. 서괘전에 의하면, 수는 「음식의 길」이며, 물건이 어릴 때는 기르지 않으면 안 되기 때문에, 몽의 다음에 놓여진다고 한다. 또 단전에서는 수는 「須」라고 말한다.

### 원문
需有孚。光亨。貞吉。利渉大川。
- 初九、需于郊。利用恆。无咎。
- 九二、需于沙。小有言、終吉。
- 九三、需于泥。致寇至。
- 六四、需于血。出自穴。
- 九五、需于酒食。貞吉。
- 上六、入于穴。有不速之客三人來。敬之終吉。

### 각효해석
첫9건의 첫9에 같이, 겸허하게, 훗날을 기해 수양 해, 견실한, 변함없는 지조 습관을 몸에 익히지 않으면 되지 않다.
92약간 문제는 있지만, 유유수양 하는 것이 결국이야 있어.
93귀찮은 문제 무디어져 익는다. 경건하게 신중하게 하고 가면 실패는 없다.
64외괘 즉 밖의 험난에 서는 것이다. 따라 심혈을 기울이는 고심 노력을 필요로 하지만, 초심을 잊지 않고, 가르침을 들어 가면 우선 면할 수 있다.
95수양 노력의 결과, 여유작들 많이 즐기는 경지이다.
상6문제에 관계 하고 해탈에 괴로워하는 곳이지만, 수양 도덕 덕분에, 생각지도 않은 사람들로부터 조언을 받을 수 있다. 경건하게 (들)물으면 결국 좋다.

## 송
송(song)은 육십사괘의 제6번째의 점괘. 내괘(아래)가 감, 외괘(위)가 건으로 구성된다. 통칭 「천수송」. 서괘전에 의하면, 송은 「송사」이며, 음식에는 분쟁이 항상 따라다니므로, 수의 다음에 놓여진다고 한다.
북쪽으로 있는 육백이며, 복장·험난의 감 일백(9성의 하나)과 양강의 건 육백이 송네 싸우고 있다.

### 원문
訟、有孚窒。愓中吉、終凶。利見大人。不利渉大川。
- 初六、不永所事、小有言、終吉。
- 九二、不克訟。歸而逋。其邑人三百戸、无眚。
- 六三、食舊德。貞厲終吉。或從王事、无成。
- 九四、不克訟。復即命、渝安貞吉。
- 九五、訟、元吉。
- 上九、或錫之鞶帶、終朝三褫之。

### 각효해석
첫6분쟁일(송)을 장 비 빌려주어선 안 된다. 조금 문제는 있어도, 초중이라면, 부디 선악의 변별은 분명하다.
92사욕으로부터 권위 있는 위와 송(아라소) 우 (일)것은 할 수 없다. 당신에게 돌아가 송네로부터 피하는 것이다. 자그마한 영역을 지키고 있으면 재앙은 없다. 92는 95로 응하지 못하고, 게다가 그는 정중이다.
63고 (거절한다) 구카등의 도쿠요시에 살도록(듯이) 하지 않으면 안되는. 정되면, (아야우) 구라고도 마침내는 길이다. 국가 사회의 일에 따라도, 자기를 주장해선 안 된다.
94첫효와 쇼오 한다. 송(아라소) 계속 있는 것은 능숙하게 가지 않는다. 초심에 돌아가고, 태도를 고쳐 자기의 정도를 잃지 않게 안심하고 있으면 길.
95쓰는 하등 비난 당하는 태도나 고집 없고, 정도를 밟아 서면, 송네도 원() 있어에 길이다.
상9소송에 극은 많이 얻는 곳이 있어, 기쁨에 견디지 않도록에서 만나도, 원래 송네일이기 때문에, 자중 해 남아 존중하지 않게 유의하는 일.

## 사
사(shi)는 육십사괘의 제7번째의 점괘. 내괘(아래)가 감, 외괘(위)가 곤으로 구성된다. 통칭 「땅수상에서 싸우는 부대」. 스승은 군대의 의미이며, 서괘전에 의하면 분쟁이 있으면 대중이 일어서므로, 송의 다음에 놓여진다고 한다.

### 원문
師、貞。丈人吉无咎。
- 初六、師出以律。否臧凶。
- 九二、在師中。吉无咎。王三錫命。
- 六三、師或輿尸。凶。
- 六四、師左次。无咎。
- 六五、田有禽、利執言。无咎。長子帥師。
- 上六、大君有命。開國承家。小人勿用。

### 각효해석
첫6군대를 동원하려면  군율이 없으면 안된다. 이것이 없으면, 얼마나 정의의 싸움으로도 흉이다.
92외국을 열복시켜,왕 신총을 접수루나름 되면 길이다.
63싸움리 아니고, 희생자를 낸다. 흉.
64진을 딱딱하게 해 부동의 자세를 필요로 한다.
65들새(들새)가 농작물에 해어떤 때에는전렵 해도 괜찮게, 침략자가 양민(백성)을 해칠 때, 군대를 동원해 좋다. 단 명실 공히 대장에게 그 사람을 유리한 차면 되지 않다. 그렇지 않으면 묘분이 선 전에서도 흉이다.
상6궁극 하는 곳, 국가를 위해 올바른 의의공용이 팥고물 차면 되지 않다. 소인을 임용해서는 안 된다. 반드시 나라를 어지럽히기 때문이다.

## 비
비(bi)는 육십사괘의 제8번째의 점괘. 내괘(아래)가 곤, 외괘(위)가 감으로 구성된다. 통칭 「미즈치비」. 비는 「친다」의 의미이며, 서괘전에는 대중 즉 사람과 사람은 친하게 지내므로, 스승의 다음에 놓여진다고 한다.

### 원문
比吉。原筮、元永貞、无咎。不寧方來。後夫凶。
- 初六、有孚比之、无咎。有孚盈罐、終來有它吉。
- 六二、比之自内。貞吉。
- 六三、比之匪人。
- 六四、外比之。貞吉。
- 九五、顯比。王用三驅失前禽。邑人不誡。吉。
- 上六、比之无首。凶。

### 각효해석
첫6자연스럽게 감응하는 곳이 있어 친하게 지내는 것은 구 없다. 흘러넘칠 정도의 성의가 있으면, 결국 예상외의 경사가 있을것이다.
62내심으로부터 다해 따라서, 대신하는 것 없으면 길이다.
63비인에(지) 비스. 소인에게 모여들어져 스스로 잘못하는 것을 경계 하지 않으면 안되는의 뜻.
64위의 현인에게 친하게 지내고, 바뀌는 것 없으면 길이다.
95당당히 교친해야할 것이다. 왕이 세방면으로부터 전 되는 금(새)을 몰아내. 도망치는 사람은 놓쳐 주도록(듯이), 관대를 나타내면, 사람들은 안심하고 붙어 온다. 길이다.
상6상6의 응효는 63이다. 쇼오 하지 않고. 스스로 5효 위에 위치하고, 감히 이것을 친하게 지내 보 차는 것에 감응두, 추대 하는 것 없게 해 고독하다. 초의 점괘말에 있는 후 그 흉 되는 것에 해당한다. 상효변 질질 끄면, 풍지관의 점괘가 된다. 경건한 태도로 종교적 정신을 발휘해, 중인의 경앙 하는 곳이 되지 않다.

## 소축
소축(xiaochu)는 육십사괘의 제9번째의 점괘. 내괘(아래)가 고, 외괘(위)가 감 (으)로 구성된다. 통칭 「풍천소축」. 축은 「아 채운다」 「세운다」의 의미이며, 서괘전에는 사람과 사람이 친하게 지내면 모이므로, 비의 다음에 놓여진다고 한다.

### 원문
小畜、亨。密雲不雨。自我西郊。
- 初九、復自道。何其咎。吉。
- 九二、牽復。吉。
- 九三、輿説輻。夫妻反目。
- 六四、有孚。血去惕出。无咎。
- 九五、有孚攀如。富以其隣。
- 上九、即雨即處。尚德戴。婦貞厲。月幾望、君子征凶。

### 각효해석
첫9건의 첫효이다. 진행되지 않아로서 복(바꾸어) 리, 길에 따른다. 무슨구가 있을것이다, 길이다.
92첫9로 상견(끌어) 있어 길에 복(바꾸어)은 왕보풀길이다.
93힘차게 진행되어 온 것은 좋지만, 여기에 이르러 64의 그늘에 방해되어 차체의 연결을 잡히고, 자괴 하는 위험이 있다. 부부의 보조가 맞지 않고, 반목 하는 처지가 되는 싫지만 있다.
64길을 리 그리고 노력하면, 그 효과 있고, 고민은 떠나, 상・지를 합 해 길이다.
95상하뜻을 합 하고, 혼자 풍부하는 일 없이, 이웃과 함께 번창한다.
상9일관한 도의적 실천에 의해서 목적을 달성한 경지이다. 그러나 그늘의 정도에 있는 양효이기 때문에, 부인은 특히 계신을 필요로 한다. 달에 말하면 만월에 가깝다. 레바 빠진다. 군자도 너무 진행되면 안 된다. 자신은 좋다고 생각해도 의심스러운 곳이 있는 것이다.

## 이
이(lǙ)는 육십사괘의 제10번째의 점괘. 내괘(아래)가 태, 외괘(위)가 건 (으)로 구성된다. 통칭 「천택리」. 리는 「후무」의 의미이지만, 서괘전에서는 리는 「예 」이다고 해, 물건이 모이면 예가 생기기 위해, 소축의 다음에 놓여진다고 한다.

### 원문
履虎尾不咥人。亨。
- 初九、素履。往无咎。
- 九二、履道坦坦。幽人貞吉。
- 六三、眇能視、跛能履。履虎尾咥人。凶。武人爲于大君。
- 九四、履虎尾。愬愬終吉。
- 九五、夬履。貞厲。
- 上九、視履考祥。其旋元吉。

### 각효해석
첫9있는 그대로에 하고 가 구는 없다.
92무슨 험한 일도 없고, 탄들과 가는 것이다. 혼자 조용하게, 세상의 소란안에 들어오지 않고, 그 뜻을 실시하는 사람(유인), 마디를 바꾸지 않고 가는 것이 길.
63이 때에 분수에 맞지 않는 야심을 일으켜, 자부심을 일으키고, 허튼 생각으로 가면, 큰까치 수염을 리 그리고, 가푸리 당하게 된다. 흉. 무인이 대군이 된다, 즉 군인이 정권을 잡고, 기개만 번성하지만, 사려의 부족한 듯한 것이다.
94용기를 가져 수행해야 한다. 충분히 계신 하면 결국길.
95단호히 결행해야 한다. 지절 일관해서 있어도 (아야우) 겉껍데기, 정도・정당한가들이야 있어.
상9실천의 궁극의 문제는, 평생의 행동을 시(봐)라고, 그것이 어떤 경사스러운 응보(상)가 되어 나타나는지를 고찰하는 것이다. 인간의 운・불운은 평생 어떠한 행동을 할까에 의해서 정해진다. 훌륭한 행동을 반복 하고 있으면 모토요시이다. 커다란 경(요로개) 비가 있는 것이다.

## 태
태(tai)는 육십사괘의 제11번째의 점괘. 내괘(아래)가 건, 외괘(위)가 고 (으)로 구성된다. 통칭 「지천태」. 1월에 배치된다. 태는 「통한다」의 의미로 여겨진다. 서괘전에는 리무일로 안정을 얻기 위해 리의 다음에 놓여진다고 한다. 위에 음유의고, 아래에 양강의건 하지만 있어 천지의 기분이 사귄다. 안정된 모습의 상징으로 역점의 로고 마크 (으)로서 국내에서 사용되고 있다.

### 원문
泰、小往大來。吉亨。
- 初九、拔茅茹。以其彙。征吉。
- 九二、包荒、用馮河、不遐遺、朋亡、得尚于中行。
- 九三、无平不陂、无往不復。艱貞无咎。勿恤其孚。于食有福。
- 六四、翩翩。不富以其隣。不戒以孚。
- 六五、帝乙歸妹。以祉元吉。
- 上六、城復于隍。勿用師。自邑告命。貞吝。

### 각효해석
첫9동지의 일맥 상통 질질 끄는 사람상 인솔해 가지만 좋다.
92계발된, 문화적인 물건 뿐만이 아니라, 야생적인 것, 미개인 물건도 포용 할 때 양을 가져, 강을 도섭(풍하) 하는 정도의 용기로, 소원한 사람도 잊지 않고, 사리와라고 한패가 되고 나를 실시하는 도당 파벌을 잃어 가면, 향상 진보의 길에 합 해(상우중행) 광대가 될 것이다.
93평온한 것으로 해 경(피) 카누는 없고, 왕거미의 것으로 해 복라누는 없다. 아무리 간(나) 봐 가 있어도지절을 바꾸지 않고 가면 구는 없다. 그 부(마코토)를 휼(팔아라) 네 의심할 것은 없다. 부는 반드시 그 만큼의 효험 있는 것이다. 생활에도 풍족할 것이다.

## 비(否)
비(pi)는 육십사괘의 제12번째의 점괘. 내괘(아래)가 고, 외괘(위)가 건 (으)로 구성된다. 통칭 「천지반대」. 7월에 배치된다. 반대는 「찬다」의 의미이다. 부자의 소리는 부정의 의미에서는 fou의 3소리, 폐색의 의미에서는 pi의 3소리이지만, 일본 한자음에서는과 같이  「히」이다. 서괘전에는 물건은 통할 뿐만이 아니게 차므로 태의 다음에 놓여진다고 한다. 否가 막히는 의미로 쓰일 때의 발음은 '비'다.

### 원문
否之匪人。不利君子貞。大往小來。
- 初六、拔茅茹。以其彙。貞吉亨。
- 六二、包承。小人吉。大人否亨。
- 六三、包羞。
- 九四、有命无咎。疇離祉。
- 九五、休否。大人吉。其亡其亡、繋于苞桑。
- 上九、傾否。先否後喜。

### 각효해석
첫6소인은 한 명이 검거되면, 우르르 동류상 당기는 것이다. 이미 군자에게 있어서 위험한 것은 찰지 할 수 있는 나, 아직 반대의 초로 힘이 약하기 때문에, 군국을 생각하는 사람 지조를 지키고, 한결같게 하고 있어 길이다.
6295의 정중에 쇼오 한다. 소인은 유순하게 위의 생명을 수용하고, 길이다. 어른은 이해되지 않지만, 싸우지 않고 진행될 수 있다.
63그늘로 양위에 있어, 위의 94에 비교해 상9에 따라 상하부색(켤레)의 주효이다. 수즈베구고기무 한 것이다. 말에 「포수(편사람들)」라고 있다. 어른 여기에 재라바, 수를 싸, 부끄러움을 참고, 그 일에 종사하지 않으면 되지 않다. 두목의 명함에 소위 「포수인치시남아」의 경지이다.
94반대 전3효를 지난, 건의 첫효이다. 시운점구 바꾸고, 천명아라바구는 없다. 동지와 행복을 얻는다.
95이 경우, 반대의 형성은 휴지한다. 어른 그 덕으로 힘을 발휘하면 길이다. 소인・소망을 달성해 안 나무에 압레루일도 생각할 수 있다. 어쨌든, 총생 하는 상수를 의지하는 것에 지나지 않는 상태로, 파멸의 기를 무서워하지 않으면 되지 않다.
상9반대는 구경지를 타개하지 않으면 안되는(경부). 언제까지나 부색 하는 것은 없다. 이 효변 질질 끄면 택지 아츠무(들이마셔)이다. 어른을 만나 화순 해, 대사를 이룰 수 있다. 떠나 첫효에 오르면 풍지관이다. 경건하게 하고 천하의 바라보는 곳이 되어야 하는 것이다.
64산요 위에 있어, 부귀에 도달한 정도이지만, 지어 넣지 않고 , 가볍게 현자에게 나와 근처의 65인 귀인까지 유혹하는 것 같으면, 스스로 많이 효과가 있을것이다.
65어디까지나도 겸허하게 하고 현에 묶는 것, 제을(은왕)이 그 여동생을 현신에 배치한 것 같으면, 자연의 지(차이원) 서로 있어 모토요시이다.
상6옛부터 얼마나 태평의 세상도, 반드시 점점에 쇠체 하게 되는 것이다(정전). 성곽 붕괴해 호 연못을 묻는 것을 경계 하지 않으면 안되는. 군대를 움직여서는 안 된다. 무리한 전쟁을 감히 하는 것이 가장 위험한 것이다. 그 과는 지배권을 잃어 토붕와해 해, 가까스로 도읍에 실권없는 자리를 껴안을 뿐이라고 하게도 된다.

## 동인
동인(tongren)은 육십사괘의 제13번째의 점괘. 내괘(아래)가 리, 외괘(위)가 건 (으)로 구성된다. 통칭 「천화 동인」. 동인은 「사람을 같이 스」이며, 동은 회동・협동의 의미이다. 서괘전에는 물건은 차는 것만은 아니기 때문에 반대의 다음에 놓여진다고 한다.

### 원문
同人于野。亨。利渉大川。利君子貞。
- 初九、同人于門。无咎。
- 六二、同人于宗。吝。
- 九三、伏戎于莽、升其高陵。三歳不興。
- 九四、乘其墉、弗克攻。吉。
- 九五、同人、先號咷而後笑。大師克相遇。
- 上九、同人于郊。无悔。

### 각효해석
첫9문을 개방하고 동지를 맞이하면 불평은 없다.
62동지를 모은 것은 좋지만, 대체로 친한 사람 동지가 된다. 능숙하지 않다.
93야심을 일으키고, 복병을 마련하는 간계오메구라스가, 꽤 바래 대로에 가지 않다. 수행하려고 해선 안 된다.
94패권을 노리지만, 안된다. 고(온다) 죽고 칙에 젖혀지면 좋다.
95동인의 수반이다. 후를 노리는 사람을 위해 고생하지만, 아래의 응효인 62의 현사와 마음을 합쳐 가면, 어떠한 방해도 배제하고, 회견해 웃을 수 있게 된다. 두 명심을 같은 우 하면, 그 이익(와) 군령과 돈도 끊는다. 동심의 말은 그 향기난초 (와) 같은 것이 있다.
상9공 완성되고 현역을 떠나면, 교에 노는 것이다. 사람들은 도내에 모여 바쁘다. 찾아 오는 사람도 적지만, 우유자적 하면서 상도 뜻을 잃지 않으면 후회하는 것은 없다.

## 대유
대유(dayou)는 육십사괘의 제14번째의 점괘. 내괘(아래)가, 외괘(위)가 건,  리 (으)로 구성된다. 통칭 「화천다이유」. 다이유는 커다란 소유의 의미이며, 서괘전은 사람을 협동하면 것은 거기에 귀속하므로 동인의 다음에 놓여진다고 한다.

### 원문
大有、元亨。
- 初九、无交害。匪咎。艱則无咎。
- 九二、大車以戴。有攸往无咎。
- 九三、公用亨于天子。小人弗克。
- 九四、匪其彭。无咎。
- 六五、厥孚交如。威如吉。
- 上九、自天祐之。吉无不利。

### 각효해석
첫9처음에 해당되어 유해한 일로 서로 걸리는 것은 없지만, 상 한편 교만이나, 태만이나, 소인에게 사귀지 않도록 공부하면 여과지.
92대차에 무거운 짐을 쌓아 가도록 하면 구는 없다.
93다이유는 여기에 이르러 많이 힘을 가진다. 95를 천자라고 하면, 제후의 정도이다. 이 때 스스로의 세력을 사리를 꾀하지 않고, 그 가지는 곳을 천자를 위해 바치지 않으면 되지 않다. 소인은 그것을 할 수 없다.
943효보다 더욱 진행되고 힘도 더해져, 사람들도 모인 곳이며, 대신의 정도이다. 이 때에 스스로 교만해, 또 천자를 능가하는 것이 없게, 보좌의 임에 어울리게 지혜를 일하게 하고 겸허를 잃지 않으면 구는 없다.
65부(마코토)보다 해 스스로 상하의 사귀어 아름답고, 사람들을 감발 하게 해 무슨 경계의 요점도 없기 때문에, 안이 자연스럽고, 게다가 범할 수 없는 위엄이 있다. 길.
상9하늘에서(보다) 지를 우 찬다. 길로 해 이익(요로) 꾸짖지 않는은 없다.

## 겸
겸(qian)은 육십사괘의 제15번째의 점괘. 내괘(아래)가 북동, 외괘(위)가 고 (으)로 구성된다. 통칭 「츠치야마겸」. 겸은 겸손의 의미.

### 원문
謙、亨。君子有終。
- 初六、謙謙君子、用渉大川。吉。
- 六二、鳴謙、貞吉。
- 九三、勞謙、貞吉。
- 六四、无不利。撝謙。
- 六五、不富以其隣。利用侵伐。无不利。
- 上六、鳴謙。利用行師征邑國。

### 각효해석
첫6겸들, 어디까지나도 줄어 내려 스스로 수양 한다. 군자이다.
62겸 스스로 밖에 나타나는, 이것을 명겸이라고 한다. 정 과연 길이다.
93더욱 더 노력해 게다가 겸이다. 격이라고야말로 종 있어 길이다. 만민이 복종한다. 역의 제점괘, 대부분이 3효에 있어서 그 위기를 지적해, 계신을 말하고 있다. 혼자 이 겸의 3효에 있어서 례찬을 아까워하지 않는다.
643효 위의 4효인, 겸 되면 더욱 더 그 감화를 미치는 것이 크다.
65주된 사람 스스로 부귀로 하지 못하고, 겸덕과 이라고 사람들을 인솔해 가면, 옷하지 않는 사람을 정벌 해도 이익(요로) 해. 이익 꾸짖지 않는 것은 없다.
상62효와 같이 명겸이지만, 이것은 마 융의 주석대로명겸일 것이다. 무엇이 겸일까에 망설이는 것이다. 동시에 겸도 과 꾸물거리면 경멸을 받는다. 혹은 자국안에 옷하지 않는 사람도 나와 모처럼의 뜻도 달성할 수 있을 수 없는 되자. 이런 불령의 배는 정벌 해 좋다. p상6변 질질 끄면 북동(간) 때문산이 되어 멈춘다. 재차 무아가 되고, 동정 그 때를 잃지 않도록 하지 않으면 안되는.

## 예
예(yu)는 육십사괘의 제16번째의 점괘. 내괘(아래)가 고, 외괘(위)가 진 (으)로 구성된다. 통칭 「뢰지예」. 예는 「기뻐한다」의 의미.

### 원문
豫、利建侯行師。
- 初六、鳴豫。凶。
- 六二、介于石。不終日。貞吉。
- 六三、盱豫。悔。遲有悔。
- 九四、由豫。大有得。勿疑。朋盍簪。
- 六五、貞疾、恆不死。
- 上六、冥豫。成有渝、无咎。

### 각효해석
첫694에 따라 아무래도 시작해에 해당되어 교만해 즐기는 경향이 보인다. 이미 뜻・궁한다. 흉.
62지조의 견고한 일석과 같이 하고, 신속하게 나태 일락을 척(시리조) 케, 변함없이에 가면 길이다. 2효는 중용이다. 어디까지나 중용이 아니면 안된다.
63□예(구야) 스. 회유루일. 늦으면 회 있어(말). □(은)는 눈을 펴 위를 시 루일, 보는 것으로 , 94를 가리키는 것 물론이다. 2효로 계신 하지 않으면 안되는의이지만, 아무래도 교사 일락에 마음 끌린다. 이것을 회유루일 늦으면, 문자 그대로 후회가 될 것이다. 예회가 중요하다.
94유예스. 어쨌든 전반 3단계, 겸덕을 잃지 않고 수성 노력해 온 이상, 자기보다도 사람들이 존중하고, 자신을 의지하여 즐긴다. 그것이 유예이다. 강림난것과 동시에 즐기는이야말로, 뜻 많이 행 와루루  것이다.
6595의 왕위이지만, 음덕으로 있어, 아래에 덕망의 번성한 권신(94)이 있다. 「정으로 해 질(나) 무」소가 있다. 연 해 항(꼬집어)을 잃지 않으면 멸망할 것은 없다.
상6결국 일락에 눈이 멀다. 연 할 것 같은이라고 해도 자주(잘) □(강) 리만 하면, 세키젠의 덕분으로 구는 없다.

## 수(隨)
수(sui)는 육십사괘의 제17번째의 점괘. 내괘(아래)가 진, 외괘(위)가 태 (으)로 구성된다. 통칭 「택뢰수」. 수는 「따른다」의 의미.

### 원문
隨、元亨。利貞。无咎。
- 初九、官有渝、貞吉。出門交有功。
- 六二、係小子、失丈夫。
- 六三、係丈夫、失小子。隨有求得。利居貞。
- 九四、隨有獲。貞凶。有孚、在道以明、何咎。
- 九五、孚于嘉。吉。
- 上六、拘係之、乃從維之。王用亨于西山。

### 각효해석
첫9지금까지의 일이 □(강) 루일이 있다. 종전대로 길을 지켜 가면 길. 도당을 만들지 않고, 올바른 사람들과 홍구 사귀면 여과지.
6295로 쇼오 하고 있다. 당당히 대의를 위해 따라야 하는 것이다. 그것을 첫9로 음양상 당기고, 천한 결탁을 하면, 소중한 사람으로부터 버림을 받을 것이다.
63이 지위는 가장 사심 없고, 상하의 매듭이 되어야 할 곳이다. 어떤에 위 되는 94에 견그, 옛 친구・동인 을 거역하기 쉽다. 지조의 □라누일이 중요하다.
9495를 보 차는 권요의 땅, 아래의 세망을 잡을 수 있지만, 그늘의 정도로, 야심을 가져, 우에를 능가하면 해 궠귢쉬워서 흉이다. 도의적으로 맹(치나) 우소 있으면, 아무구도 없다.
95어디까지나 선을 길러 가는 것이다. 길.
상6수도 극히 만과 복타인심의 이산이 된다. 결국은, 어떻게 이것을 계(개인) 기 세워 매듭을 강하게 하는(유)인가이다. 모처럼 탕왕보다 연면과 계속되어 온 은조도, 주왕의 끝에 이르고, 천하 해체해, 인민 이산 하려고 하는에 분은, 사이하쿠(문왕)를 니시야마(기산)에 형(기다린다)은 새롭게 인심을 유(개인) 있어다. 흥망의 리, 여기에도 깊게 성찰해야할 것이 있다.

## 고
고(gu)는 육십사괘의 제18번째의 점괘. 내괘(아래)가 손, 외괘(위)가 북동 (으)로 구성된다. 통칭 「산바람고」.

### 원문
蠱、元亨。利渉大川。先甲三日、後甲三日。
- 初六、幹父之蠱。有子、考无咎。厲終吉。
- 九二、幹母之蠱。不可貞。
- 九三、幹父之蠱。小有悔、无大咎。
- 六四、裕父之蠱。往見吝。
- 六五、幹父之蠱、用譽。
- 上九、不事王侯。高尚其事。

### 각효해석
첫6여기에서는 아버지 사후의 문제를, 아이가 죽은 남편(고)의 뜻을 승케라고 처리하는 것을 나타내, 아버지의 고(일)를 간(장) 무. (아야우) 간종에 길이라고 말하고 있다.
92문제가 약간 들어가고, 어머니와 관계되어 온다. 「어머니의 고」이다. 이것은 아버지의 고와 같이 간단하게는 가지 않다. 한결같은 것은 정리되지 않는다. 여러 가지 모순을 잘 거두어 들여 해결 하지 않으면 안되는.
93전효에서는 음위 중(안)에서 있지만, 여기에서는 용감하게 처리해 가지 않으면 되지 않다. 아버지의 고를 간(단지) 맨손 있다. 약간 회 있는 것도, 대단한 구는 없다. 이 괘・호괘를 보면, 뢰택귀매로 흉을 포함해, 93은 그 번개의 3효로, 움직이는 것은 성의가 아니면 안된다. 이 효변 질질 끄면, 산수몽이 된다. 사람을 의지하지 않고, 어디까지나 성의와 실력과에 기다리지 않으면 되지 않다.
64「아버지의 고를 유타카(유루나) 카니스」라고 있다. 척척이라고 가지 않는 곳이다. 행(나)이라고 해도 능숙하지 않다. 여력을 남겨 신중하게 하는 밖은 없다.
6592로 쇼오 하고, 여기에 아버지의 고를 간(장) 째, 칭찬을 얻는다. 요컨데 망 나무아버지의 뜻을 승케라고 덕을 잃지 않는 때문이다.
상9수의 뒤의 고는 요컨데 구제이며, 덕의 문제이다. 그 극치는, 무엇을 요구하지 않고, 누구에게도 섬기지 않고, 초연 자립할 만한 뜻 있는 것이 고귀하다. 이 효말도. 「왕후에게 섬기지 않고, 다른 일을 고상니스」라고 말해 있다. 이것은 결코 은둔 하고 세상에 교만하는 의미는 아니다.

## 임
임(lin)은 육십사괘의 제19번째의 점괘. 내괘(아래)가 태, 외괘(위)가 고 (으)로 구성된다. 통칭 「지택림」. 12월에 배치된다.

### 원문
臨、元亨。利貞。至于八月有凶。
- 初九、咸臨。貞吉。
- 九二、咸臨。吉无不利。
- 六三、甘臨。无攸利。即憂之无咎。
- 六四、至臨。无咎。
- 六五、知臨。大君之宜。告。
- 上六、敦臨。吉无咎。

### 각효해석
첫9감동으로 정의에 뜻하는 것이다. 지조를 지키면 길. 말에 함림으로 칭하고 있다.
92함림을 첩용하고, 길에 이익이라면 바구니 없다고 보고 있다. 그 효의 전에, 「아직도 생명에 순서원바구니든지」라고 있는 것은 간과할 수 없다. 이 효는 본래음위로, 95로 응즈베 나무중효이지만, 25교체해 92가 되고 있다. 사명을 위해는 때에 반드시 65의 생명에 맹종 하지 않고, 시기적절의 것을 집처치루베군령을 의미한다.
63여기에 이르러 함림이 「감림」이 되어서는 안 된다. 그것은 당초의 감격을 잊어 어지간히 하고 가려고 하는 것이다. 이것을 걱정해 경계하면 구는 없다.
64정위로 해 첫효와 쇼오 하고 있다. 택의 3효에 비교하고, 친절하고 자상하게 임하지 않으면 되지 않다. 이것을 「지림」이라고 한다.
65사람들의 열복추대 하는 지혜에 빛난 임하는 방법을 할 수 있으면 길이다.
상6림의 아주는, 또 공성취명 이룬 사람은, 모두 인간미가 돈구 없으면 안된다. 무슨 일에 임해도 세키젠이 돈꼬치라고, 시작해 사람들의 풍속도 돈독이 된다. 이것을 「돈림」이라고 한다.

## 관
관(guan)은 육십사괘의 제20번째의 점괘. 내괘(아래)가 고, 외괘(위)가 손 (으)로 구성된다. 통칭 「풍지관」. 8월에 배치된다.

### 원문
觀、盥而不薦。有孚顒若。
- 初六、童觀。小人无咎。君子吝。
- 六二、闚觀。利女貞。
- 六三、觀我生進退。
- 六四、觀國之光。利用賓于王。
- 九五、觀我生。君子无咎。
- 上九、觀其生。君子无咎。

### 각효해석
첫6아동과 같이 순진한 연 해 유치한 마음으로 보는 경우이다. 동관이라고 한다. 보통인이라면, 이것이라도 구는 없지만, 뜻 있어, 지도자로서의 책임 있는 사람들, 군자는 이런 일로는 부족하다.
62지위 낮고, 봐 좁고, 조금규(노조) 나무 보는 정도이다. 오로지 가정에 생활하는 여자라면 이익(요로) 주위가, 양호는 그러면 추(는) 두 한 것이다. 규(□) 관이라고 말한다.
633효는 내괘의 목으로, 이것보다 유들영향력이 커지는 입장으로 나아갈 때이기 때문에, 자신의 현재의 실태, 우리 실적등을 자주(잘) 스스로 관찰해 진퇴 하지 않으면 안되는.
64국가의 정치 교화가 어떻게 행해져 문명이 얼마나 발달하고 있는가 하는, 「나라의 빛」을 본다. 그리고 그 인물재간이 단지 거사의 정도에 그치지 않고, 능구국왕의 막빈으로서 존중 다투어지는 만큼이 여과지.
95나라의 빛은 즉 나라의 통치자의 반영이다. 왕자는 이 의미에 있어서, 우선 능구 당신 자신의 본연의 자세를 반 보이지 않으면 되지 않다.
상9궁극은 그 생(본연의 자세)을 보는 것이다. 군자이면 구는 없다. 항상 이것으로는 안 된다고 할 만한 뜻이 없으면 안된다.

## 서합
서합(shike)은 육십사괘의 제21번째의 점괘. 내괘(아래)가 진, 외괘(위)가 리 (으)로 구성된다. 통칭 「화뢰서□」.

### 원문
噬嗑、亨。利用獄。
- 初九、屨校滅趾。
- 六二、噬膚滅鼻。无咎。
- 六三、噬腊肉、遇毒。小吝无咎。
- 九四、噬胏、得金矢。利艱貞。吉。
- 六五、噬乾肉、得黄金。貞厲无咎。
- 上九、何校滅耳。凶。

### 각효해석
첫9방해의 시작되어, 방해의 미물, 비행 범죄의 초기이다. 족쇄(교)를 껴 움직일 수 없는 같게 하지 않으면 안되는.
62구강의 코끼리이기 때문에, 각 효 모두 육류를 예에 취하고 있다. 양돈류의 기육(피부)과 같이, 부드럽고, 깊게 요리 하지 않으면 안되는.
63전건(마루보 해)의 고기를 서(인가) 무 같게 애를 먹어 때에 중독 하기도 하는 것을 경계 하지 않으면 안되는. 구는 없다.
94전효보다 진행되고, 이 경우는 건□(환시, 뼈첨부의 고기)을 서무에 동일하다. 연 해 안에 히 들고 있는 중대한 문제를 발견하는 일이 있다(이득 카나야. 카나야와는 금속의 화살촉, 화살촉을 의미한다). 어떠한 곤란에도 바꾸지 않고 정의를 관철하면 좋다.
65단의 주체이다. 문제의 실태가 확실한다. 관행 하면, 용이하지 않지만, 구는 없다.
상9이 점괘는 원래 정의를 실시하는 위의 악을 배제해 질서를 확립하는 것의 곤란을 밝혔던 것으로 있지만, 그 궁경은, 저항을 무서워하고 악을 배제하는 것을 어지간히 해 두면, 마침내는 극형을 과 하지 않으면 안되는 일을 일으켜 흉이다. 혹은 또 악을 실시하는 사람이 점차 압레라고 벌을 외경심누 같게 되면, 종에는 수가(교)의 극형에 빠지게 되게도 해석할 수 있다.

## 비(賁)
비(bi)는 육십사괘의 제22번째의 점괘. 내괘(아래)가 리, 외괘(위)가 북동 (으)로 구성된다. 통칭 「야마비분」.

### 원문
賁、亨。小利有攸往。
- 初九、賁其趾。舍車而徒。
- 六二、賁其須。
- 九三、賁如、濡如。永貞吉。
- 六四、賁如、皤如。白馬翰如。
- 六五、賁子丘園。束帛戔戔。吝終吉。
- 上九、白賁。无咎。

### 각효해석
첫9이 점괘의 6효는 파루계통도, 문화 생활의 향상과 이것에 수반하는 마음가짐을 말하고 있다. 첫9에 있어서는, 사람들은 생활이 유타카인가가 되면, 먼저 차를 타고 싶어하는, 걷는 마음가짐이 중요하다라고 하고 있다. 단지 검약이라고 하는 의미는 아니다. 다리를 튼튼하게하라라고 하는 것이다. 생리학적으로도, 정치, 사회학적으로도, 역사 철학적으로도, 충분히 의미가 있는 것이다.
6293으로 정비(음양상 줄선다) 하고 있다. 위의 양효에 따라 흥기하면 좋다. 그늘안에서 있으니까, 나를 내지 않고, 선배 연장자에게 배워 가는 것이다. 첫9에 「지(발)」를 이용하고 있지만, 여기에서는 수(수염)를 예에 뽑고 있다. 소박한 착안이다. 62의 3・4・5・6은 산뢰이의 성괘로, 이(턱)이기 때문에, 2를 「턱수염」이라고 보았던 것이다.
93이 단계에서는 많이 생활・교양・문화 모두 발달시키지만 좋다. 단 항상 영구적・도의적 원칙아래에 있어서 되지 않다.
64후반의 초기이다. 이 때에 어 있고, 문식적(분여)인가, 질실적(□여)인지를 반성하고, 문식보다 검소를 뽑지 않으면 되지 않다.
65지배적 입장에 있어서는 특히 검소한 것이 길로, 기쁨이 있다. 부유나 영달이나 문화는 모두 위험한 것을 알지 않으면 되지 않다.
상9분의 궁경은 「백분」이다. 빨강이나 파랑이나 노랑의 극채색은 아니다. 그렇다면 구는 없다.

## 박
박(bo)은 육십사괘의 제23번째의 점괘. 내괘(아래)가 고, 외괘(위)가 북동 (으)로 구성된다. 통칭 「산지박」. 9월에 배치된다.

### 원문
剥、不利有攸往。
- 初六、剥休以足。蔑貞。凶。
- 六二、剥休以瓣。蔑貞。凶。
- 六三、剥之。无咎。
- 六四、剥休以膚。凶。
- 六五、貫魚、以宮人寵。无不利。
- 上九、碩果不食。君子得輿、小人剥廬。

### 각효해석
첫9이 점괘는 코끼리말에 상(짊어지는, 의미: 앉아 침대)를 예에 취하고 있다. 이 점괘가“Π”의 코끼리라고 볼 수 있기 때문일 것이다. 첫효는 먼저, 토대인 다리이며, 오랫동안이 변함없는 신조・헌법이 시대의 변동에 수반해 덜컹덜컹에 흔들리는 것을 나타낸다.
62잠입 상진으로, 상의 다리로 말하면 「변」, 다리의 상부이다. 위에 응효가 없기 때문에, 여전히 잠입 한다.
63상체와 부족과의 분해이다. 어떤에 이 효혼자상9로 쇼오 하고 있다. 위우기를 알고, 고 충을 다해, 노력하면 구할 수 있는 것이다.
64잠입적 위험이 유들몸에 강요했을 시태이다. 흉이다. 연 해 여기서 용감하게 선처 하면 화지진이 되어 일변한다.
655그늘의 주효, 잠입적 세력의 결정적 지위이다. 이것을 적극화하는 것은 95이다. 여기는 65이다. 상9로 정비 한다. 여기서 종래의 정세를 상9에 일전하면, 이 정도리() 있어 것은 없다. 풍지관이 되어 만민 바라보고, 감복한다.
상9초에 멋진 과일이 하나 남아 있는 것(석과불식) 코끼리이다. 몰락의 쓰라림에 있는 한중간에 현자가 있지만 여기모노이다. 이 때, 추구해 온 5그늘에 타협하면 벗겨져 떨어짐이다.

## 부
부(fu)는 육십사괘의 제24번째의 점괘. 내괘(아래)가 진, 외괘(위)가 고 (으)로 구성된다. 통칭 「지뢰복」. 11월에 배치된다.
순음고의 아래에 일양이 나타나므로 시기는 동지의 일양내복을 나타낸다. 앞으로의 발달을 기다리는 시기이다.

### 원문
復、亨。出入无疾、朋來无咎。反復其道、七日來復。利有攸往。
- 初九、不遠復。无祇悔。元吉。
- 六二、休復。吉。
- 六三、復頻。厲无咎。
- 六四、中行獨復。
- 六五、敦復。无悔。
- 上六、迷復、凶。有災眚。用行師、終有大敗、以其國君、凶。至于十年不克征。

### 각효해석
첫9무슨 일에 의하지 않고, 무심코 진행되어도, 머지않아 해 깨달아, 「우리 몸을 거둔다」일로 되돌아오면, 회에 이를 것은 없다. 많이 길이다.
62첫9의 길을 계승해 가면, 편하고, 경사스럽고, 많이 발전해(휴복) 길.
63번개 상효이기 때문에, 대체로 경거 망동하고 싶은 곳이다. 그 번에 복의 길을 잊지 않으면(빈복) (아야우) 겉껍데기구는 없다.
64첫효에 쇼오 해, 순조롭게 신념으로 복의 길로 나아가는(중행독복)  것이다.
65복의 결정적 지위이다. 돈구 스스로 생각해 실시하면 성공한다. 구는 없다.
상6복의 효를 축은 상6의 말이나 전에 이르러, 목을 늘어 뜨려 심 생각 당하는 것이다. 가라사대, 복에 미. 재□(재난) 있어. 용무(도 )라고 스승을 행(나) 레바, 종에 대패 있어. 다른 국군에게 이(야) 부. 흉. 10년에 이르는 것도 정벌하는 극원않다(말). 미복의 흉은 군도에 반하면 되어(전).

## 무망
무망(wuwang)은 육십사괘의 제25번째의 점괘. 내괘(아래)가 진, 외괘(위)가 건으로 구성된다. 통칭 「천뢰무망」.

### 원문
无妄、元亨。利貞。其匪正有眚。不利有攸往。
- 初九、无妄。往吉。
- 六二、不耕穫、不菑畭、則利有攸往。
- 六三、无妄之災。或繋之牛。行人之得、邑人之災。
- 九四、可貞。无咎。
- 九五、无妄之疾。勿藥有喜。
- 上九、无妄。行有眚。无攸利。

### 각효해석
첫9성으로 가면 길. 「지로 몸을 거두면 몸은 올바르고, 지로 일을 시작하면 일 그 리를 이득, 지로 사람에게 임하면 사람 느껴 화한다. 왕구소로서 다른 뜻을 얻지 않는 것은 없다」라고 정전에도 말하고 있다.
62일을 먼저 하고 이득을 뒤로 한(논어·안회)다. 수확의 여하에 구애받지 않고 경작해, 히다를 생각하지 말고, 닛타의 개간을 하는들 노력하도록 하면 여과지.
63생각하지 않는 재난이 있다. 혹루인이 소를 길가에 이어 두었는데, 그것을 이끌고 왕은 끝낸 사람이 있다. 이웃이 그 혐의를 받는다고 한 것 같은 것이다.
94성을 견지하고 가면 구는 없다.
95자연의 심리에 따르는 생활을 하고 있으면, 우들병에 걸리는 일이 있어도 약은 필요없다.
상9요컨데 지성진실하다. 거기에 위망이 있으면 재액이 있다. 좋은 것은 없다.

## 대축
대축(dachu)은 육십사괘의 제26번째의 점괘. 내괘(아래)가 건, 외괘(위)가 북동 (으)로 구성된다. 통칭 「야마텐대축」.

### 원문
大畜、利貞。不家食吉。利渉大川。
- 初九、有厲。利已。
- 九二、輿説輹。
- 九三、良馬逐。利艱貞。日閑輿衞。衞有攸。
- 六四、童牛之牿。元吉。
- 六五、豶豕之牙。吉。
- 上九、何天之衢。亨。

### 각효해석
첫9건괘의 첫9로 같이 잠양이 중요하다. (아야우) 있어 일이 있다. 혈기에 날뛰어서는 안 된다.
92원래 유위 유능한 건중에 위치하는 것이기 때문에, 당분간 차체의 「곳기한」을 제외해 두어도 괜찮다. 그렇게에 조용하게 덕을 기르면 구는 없다.
93준마를 모는 경지이지만, 변함없이 고심 노력하지만 여과지.
64첫9를 어떻게 축양 할까이다. 동우를 길러 길들이도록 하면 많이 길. 스스로 기쁨이 있다.
6592에 대한 축양 나온다. 뛰어 도는 멧돼지(있어의 개)의 아이를 적당하게 연결해 두는 것이다. 그 성과는 전효  것과 같다.
상9이렇게 철두철미 자주(잘) 수양 하면, 그 결과는 자유자재로 활동을 할 수 있고, 미치히로 있어에 행해질 것이다.

## 이
이(yi)는 육십사괘의 제27번째의 점괘. 내괘(아래)가 진, 외괘(위)가 북동 (으)로 구성된다. 통칭 「산뢰이」.

### 원문
頤、貞吉。觀頤自求口實。
- 初九、舍爾靈龜、觀我朶頤。凶。
- 六二、顛頤、拂經于丘頤。征凶。
- 六三、拂頤。貞凶。十年勿用。无攸利。
- 六四、顛頤吉。虎視眈眈、其欲逐逐、无咎。
- 六五、拂經。居貞吉。不可渉大川。
- 上九、由頤。厲吉。利渉大川。

### 각효해석
첫9나에게 있는 지존의 것을 깨닫지 않고, 도등에 타인의 소지품에 이(턱)를 늘어 뜨리고 군침을 늘어뜨리는 것은 논하는에 충분하지 않다. 흉.
62허황된 소망은 흉. 첫9에 따라서, 소심의 친구와 평상심을 기르는 것 같지 않으면 안된다.
63많이 야심・야망이 일어날 때이다. 이 효 바꾸어 야마비분이 된다. 「장식하자」로서, 오히려 「깨진다」. 상을 잃지 않는이라고 해도 흉이다. 10년의 수행이 중요하다. (이)가 아니면 결코 잘 가지 않는다.
64이 효, 북동산의 처음이며, 태연하게 해 동요하지 않고, 당신을 허 해 소라고 첫9의 현인을 기다려, 지업을 이루도록 하면 구는 없다.
65주석이라는 자는 군하를 따르게 해 위령을 시구의 것이 상이지만, 이 경우는 이것에 반해 어디까지나 당신을 허 해 소, 상9의 현능에 기다리고, 일을 일으키지 않는이 여과지.
상9아래가 모두사정리소로 하는 것이기 때문에, (아야우) 겉껍데기, 길. 커다란 경이 있다.

## 대과
대과(daguo)는 육십사괘의 제28번째의 점괘. 내괘(아래)가 손, 외괘(위)가 태 (으)로 구성된다. 통칭 「택풍대과」.

### 원문
大過、棟撓。利有攸往。亨。
- 初六。藉用白茅。无咎。
- 九二。枯楊生稊、老夫得其女妻。无不利。
- 九三。棟撓。凶。
- 九四。棟隆。吉。有它吝。
- 九五。枯楊生華、老婦得其士夫。无咎无譽。
- 上六。過渉滅頂。凶无咎。

### 각효해석
첫6청정 결백인 부드러운 모를 자(해) 있고 제기를 두도록(듯이), 엄숙하게, 연 해 공경 신중하게 하면 구는 없다.
92첫6으로 정비 하는 것, 고양・□(히나뭇 조각네)(을)를 일으키는 여구, 노부가 젊은 아내를 장가가 서로 돕도록 하면 여과지.
93대과의 93이다. 분에게 동 휜다. 흉이다. 보케도 없다. 세심한 경계를 지불하고 곤란을 견디지 않으면 안 된다. 이 효 바꾸는 것도, 택수고이다.
94대과에 응하는 중요한 정도에 있어. 첫6으로 쇼오 해, 묵직한 짓고, 아래의 기세에 휘는 것이 없으면, 중망을 당기게 되어 길. 타의가 있으면 잘 가지 않는다.
95고양에 미쳐 소 나무가 나오거나 늙은 여자가 결혼해도 길게 계속되지 않도록물건으로, 세속의 부귀 공명은 아무것도 되지 않다. 잡히지 않고 선처 하지 않으면 안되는.
상6도들인 탁류를 헤엄쳐 건너는 것으로, 흉이지만, 어떻게 해서든지, 돌파하지 않으면 안되는 것이기 때문에, 수행하는에 구는 없다. 상효 바꾸어서□되어, 신국면을 만나는지, 떠나 둔이 되어, 세상을 둔(의가) 레라고 번민 없는 것이다.

## 감
감(kan)은 육십사괘의 제29번째의 점괘. 상하 모두 감 (으)로 구성된다. 통칭 「감 때문수」. 무엇보다 곤란・중병을 각오하는 점단이다.

### 원문
習坎、有孚、維心亨。行有尚。
- 初六、習坎、入于坎窞。凶。
- 九二、坎有險。求小得。
- 六三、來之坎坎。險且枕。入于坎窞。勿用。
- 六四、樽酒簋貮、用罐。納約自牖。終无咎。
- 九五、坎不盈。祇既平、无咎。
- 上六、係用徽纆、寫于叢棘。三歳不得。凶。

### 각효해석
첫6고난에 빠지고, 어째서 좋은지, 알지 않는 곳이다. 흉으로, 이 효변 질질 끄면, 수택절이다. 구애 하지 않고 신념을 형(와 ) 네바 되지 않다.
92고난은 아직 용이하게 탈 차지지 않지만, 성은 스스로 주위를 움직이고, 조금은 얻는 곳이 있을 단계이다.
63앞을 봐도, 뒤를 봐도, 험난이다. 「험으로 해 한편 심(심) 있어」경지이다. 발버둥 쳐도 아무것도 안 된다. 당신이 깊어져 대기하는 밖은 없다. 63변 질질 끄면 수풍정이다. 묘리 다하지 않는 것이 있다.
64그늘의 정위에 있어. 주된 95로 정비 하고 있다. 95로 상대는, 험난의 해결을 도모하지 않으면 안 된다. 검소 간략인 예식에서 군신상 꾀하면 구는 없다.
95험난 여기에 이르러 완전히 평탄하게 돌아간다. 연 해 요컨데 감 중(안)에서 있다. 심잠강의를 필요로 한다.
상6험난의 극한은 포승으로 속박되어 감옥에 투제라레, 3년어떻게도 구해지지 않으면 같이, 흉. 95의 헌신적 노력과 상대는, 상효변의 풍수환이 되어, 해소할 수 있다.

## 이(離)
이(li)는 육십사괘의 제30번째의 점괘. 상하 모두 리 (으)로 구성된다. 통칭 「리 때문불」.

### 원문
리리정. 형. 축암소길.
- 첫9, 리착연. 타카유키무구.
- 62, 황리, 모토요시.
- 93, 일측지리. 불고관이가, 칙대질지차. 흉.
- 94, 갑자기 기 와 여. 분여. 사여, 기여.
- 65, 출체저약. 척차약. 길.
- 상9, 왕용 출정. 유가절수. 잡아 비기추, 무구.

### 각효해석
첫9아침의 미명이다. 발 밑이 위험하다. 신중 되면 구는 없다.
62황리모토요시. 노랑은 안색으로, 가장 물건의 생육에 힘이 있다. 황색의 밝게 빛나는 것 같고, 원(대) 있어에 길이다. 인간의 지성・문화는 어디까지나 편향 해서는 안 된다. 공정한 진보 향상인만큼 경사스럽다.
93일이 측(카타무) 구, 즉 모광이다. 이윽고 저문다. 효말에 파루 시적인 말이 들어가 있다. 불고관(후) 이가칙대질(라고 개) 지차흉. 캔(호 갈아)을 고 해 노래하지 않고, 즉 대질을 이것차구. 흉. 이 캔은 와제의 소박한 주기로, 진인 노래하는 유행 그리고 이것을 고는 박자를 취했다고 하는 것이다. 청춘 다감한 때는, 자주(잘) 캔을 고 해 노래했지만, 이제(벌써) 그 젊음도 없다고 하는 장로의 한탄이다. 문화는 쇠약해져 쉽다.
94첫9에 응하지 않고. 첫9의 신중이 부족해, 지에 맡기고, 힘을 과신해, 경솔한 일을 저지르고, 커다란 파멸을 부르는 곳이다.
65능구 당신을 허무하게 하고 아케치를 닦아, 지에 교만해, 문장에 망부 것을, 탄기우 파는 도심이 있으면 길이다.
상9리의 극은 이성의 적, 문명을 망보스적을 정벌하고, 나를 바로잡는 것이다. 꽉 차지 않는 악당은 문제로 하는에 충분하지 않다. 관대하게화해 가면 구는 없다.